# Equitable-Palast

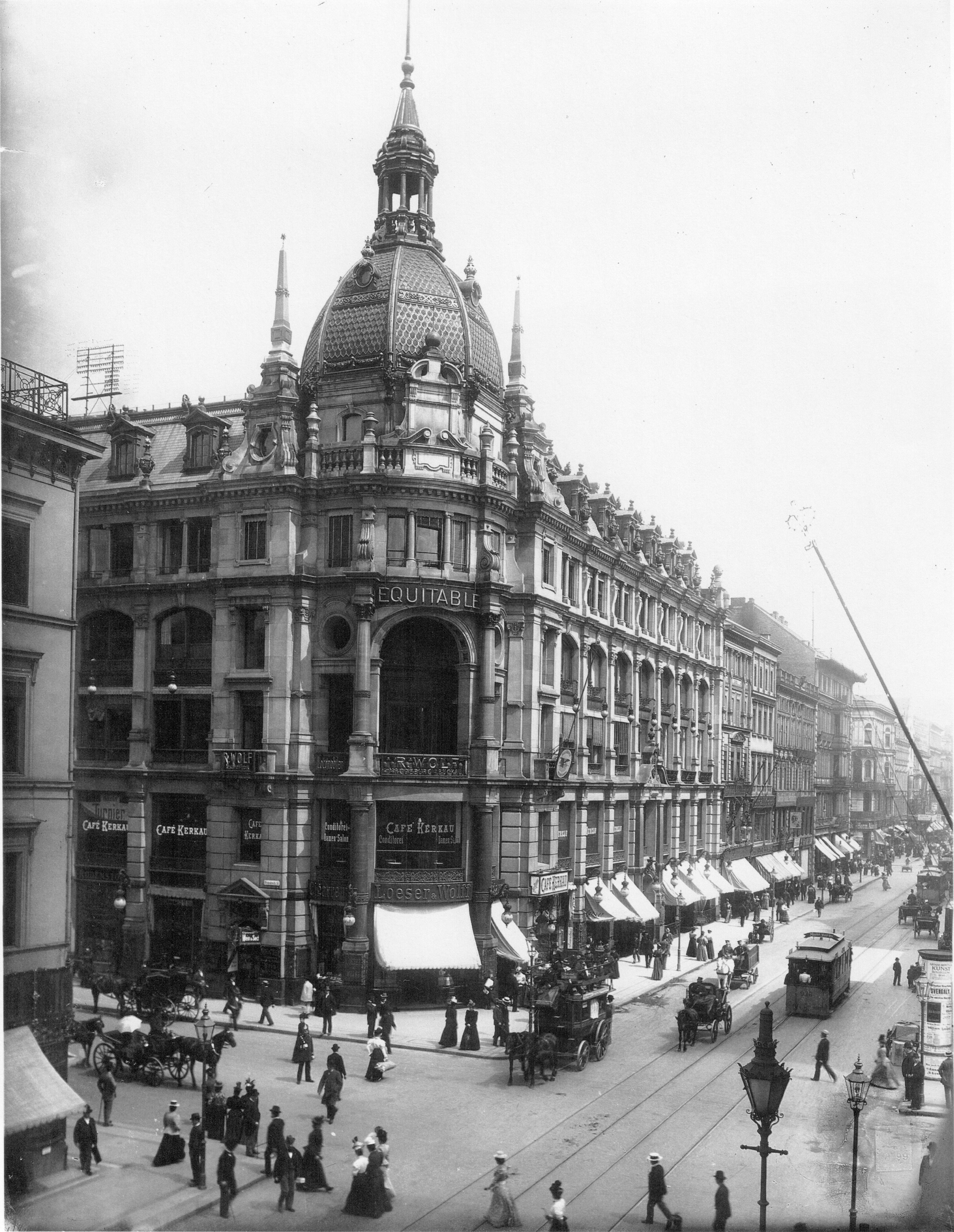
Equitable-Palast, 1898

Der Equitable-Palast wurde vom Berliner Architektenbüro Schäfer & Hartung zwischen 1887 und 1889 konzipiert. Das Gebäude im historistischen Stil stand in Berlin an der Ecke Leipziger und Friedrichstraße. Aus den erhalten gebliebenen Entwürfen geht hervor, dass das Gebäude eine Länge von 45 m, eine Breite von 27 m und eine Höhe bis zur Dachgaube von 22 m hatte. Es wurde unter Leitung von Carl Schäfer zwischen 1888 und 1890 errichtet und war ein Geschäftshaus der gleichnamigen amerikanischen Lebensversicherungsgesellschaft Equitable. Außerdem sollte das Gebäude als Warenhaus dienen. In dem Gebäude befanden sich keine Wohnräume.
Das Haus hat die Bombardierungen während des Zweiten Weltkriegs fast unbeschadet überstanden. Eine Aufnahme aus der Fotosammlung von Harry Croner, die im Stadtmuseum Berlin aufbewahrt wird, zeigt den Equitable-Palast im Jahr 1951. Abgerissen wurde es erst in der Nachkriegszeit.

## Architektur
Die Außenwände des Gebäudes bestanden von den Grundmauern bis zum Dachstuhl aus geschliffenen Granitquadern. Die Zierelemente waren aus poliertem Granit gefertigt. Die Modelle für den ornamentalen Schmuck des Equitable-Palastes wurden vom Berliner Bildhauer Otto Lessing angefertigt. Die Ausführung erfolgte von der Aktiengesellschaft Gladenbeck. Im Oktober 1890 waren die Schmuckteile an der Fassade noch unvollständig. Beispielsweise fehlten an einzelnen Teilen des oberen Eckaufbaus die Bronzezierrate. Dazu gehörten die Fläche über dem Hauptbogen, das große Schild des Kuppelunterbaus und die seitlichen Obelisken. Die Saaldecken ruhten auf polierten Syenitpfeilern.
Für den Dachstuhl wurde eine Eisenkonstruktion eingesetzt. Durch die Verwendung von Stein und Eisen sollte eine absolute Feuerfestigkeit des Gebäudes erreicht werden.
Das Erdgeschoss war für Verkaufsräume vorgesehen. In den ersten drei Etagen befanden sich Geschäftsräume, von denen einige bis zu 600 m² groß waren und gemietet werden konnten. In der zweiten Etage lagen die Verwaltungsbüros der Equitable-Versicherungsgesellschaft, der Eigentümerin des gesamten Gebäudes. Dazu gehörte auch ein Sitzungssaal für den Verwaltungsrat. Die Einrichtung dieses Saals im Stil des Rokoko folgte einem Entwurf von Schäfer und wurde von der Möbelfabrik A.Bembé ausgeführt. Daneben gab es in der zweiten Etage weitere Geschäftsräume zur Anmietung. In der vierten Etage befanden sich mehrere Kontore, die ebenfalls angemietet werden konnten.
Fensterrahmen, Türfüllungen und Wandschränke waren in Eichenholz ausgeführt. Die Foyers, Flure und Treppenhäuser waren mit Marmor verkleidet. Auch für alle Treppen wurde Marmor verwendet.
Außerdem gab es vier Personen- und zwei Warenaufzüge, die von der Crane Elevator Company Chicago gebaut wurden. Jeder Fahrstuhl hatte eine sechsfache Drahtseilsicherung. Die Beförderung vom Erdgeschoss bis zur vierten Etage dauerte 18 Sekunden. Pro Minute war mindestens ein Fahrstuhl abfahrbereit.
In jedem Saal befanden sich große Waschtische in Bronzeguss und Marmor. Außerdem standen zur Erhöhung des Brandschutzes in allen Sälen zusätzliche Wasserleitungen und Wasserschläuche zur Verfügung. Sämtliche Räume des Hauses wurden durch eine Zentralheizungsanlage beheizt. Die Energie für die elektrische Beleuchtung des Gebäudes wurde durch eine eigene Anlage im Haus selbst erzeugt. Die Dampfmaschinen zur Erzeugung des elektrischen Stroms stammten aus der Maschinenfabrik Buckau R. Wolf. Für die Belüftung der Räume standen mehrere Ventilatoren zur Verfügung.
Die Rolljalousien der Verkaufsläden im Erdgeschoss wurden zentral von der Portierloge aus über ein pneumatisches und hydraulisches System geöffnet und geschlossen.

## Geschäfte, Büros, Veranstaltungen und Cafés im Equitable-Palast
Bereits ab August 1889 wurden die Geschäftsräume zur Miete angeboten und konnten ab 1. Oktober 1889, also noch vor Fertigstellung des gesamten Gebäudekomplexes, bezogen werden.
Zu den ersten Mietern gehörten Loeser & Wolff mit einer Tabakwarenfiliale und Josef Rodenstock mit einer Filiale für optische Geräte. Diese Optiker-Filiale bestand noch 1943.
Die Actien-Gesellschaft Monierbauten vorm. G. A. Wayss & Co. richtete Anfang des Jahres 1892 ein Zweigbüro im Equitable-Palast ein.
Nachdem die Ausstellung mit 55 Werken Edvard Munchs im November 1892 in Berlin einen Skandal ausgelöst hatte, kam diese Ausstellung nach Stationen in Düsseldorf und Köln ein zweites Mal nach Berlin. Dazu wurden von der Galerie Eduard Schulte Räumlichkeiten im Equitable-Palast angemietet. Die erneute Ausstellung war um 15 Zeichnungen und Munchs neugeschaffenes Porträt August Strindbergs erweitert worden. Sie wurde am 26. Dezember 1892 eröffnet, am 23. und 24. Dezember mit einer Vorbesichtigung für die Presse, und bis Januar 1893 gezeigt.
Alfred Apfel ließ sich im Mai 1910 als Rechtsanwalt in Berlin nieder. Er eröffnete sein Büro im Equitable-Palast.
1895 eröffnete der Billardmeister Hugo Kerkau im Equitable-Palast eine Billardakademie mit 20 Billardtischen.
Das dazugehörige Restaurant Café Kerkau gehörte Gottfried Kerkau, dem Vater Hugo Kerkaus.
Die Berliner Schachgesellschaft 1827 Eckbauer hatte von 1902 bis 1909 im Café Kerkau ihr Spiellokal.
1909 ging das Café Kerkau an Robert Zielka, Paul Götting und Berthold Sachs.
Die Räume der Billardakademie in der ersten Etage wurden zu einem Billardkaffee umgestaltet. Bereits nach einem Jahr wurden weitere Räume der ersten Etage angemietet. 1912 wurde Robert Zielka alleiniger Inhaber des Cafés.
Das Café erreichte unter dem Namen Café Zielka  in den 1910er bis Anfang der 1920er Jahre einen weltweiten Ruhm.
Das Café Zielka wurde bald so beliebt, dass Zielka noch Räume im zweiten Stock anmieten konnte, um Platz für weitere Billardtische zu haben. Diese Räume ließ er als große Säle ausbauen. Mit der Ausstattung von 50 Billardtischen gestaltete er das Café zum größten Billardkaffee der Welt. Auch den Hauptsaal in der ersten Etage ließ er vergrößern und zu einem Konzertsaal ausbauen. Er engagierte Konzertorchester und bot in wechselnden Unterhaltungsprogrammen Kleinkunst-, Kabarett- und Varietéveranstaltungen an. In einer Veranstaltung unter dem Motto Heitere Spiele trat auch der Schauspieler Leopold von Ledebur als Gast auf.
Infolge der Wirtschaftskrise musste Zielka im November 1924 Konkurs anmelden. Den vorläufigen Weiterbetrieb übernahm eine neugegründete Kaffeehaus GmbH. Der Name Café Zielka wurde zunächst beibehalten. Ab 1926 wurde es unter dem Namen Café Equitable Palast oder auch Café E. P. geführt. Es folgten mehrere Eigentümerwechsel. Im Sommer 1928 war das Café für kurze Zeit geschlossen.
Im April 1929 zog das Café Moka Efti in die Räume ein. Eigentümer war zunächst die Deutsche Orient Kaffee Aktiengesellschaft in Berlin. Im Oktober 1929 erfolgte im Handelsregister der Eintrag der Moka Efti-Dorag Betriebs-Aktiengesellschaft, die auch das Café Moka Efti im Equitable Palast übernahm. Das Café Moka-Efti hatte als eines der ersten Berliner Gebäude eine öffentlich zugängliche Rolltreppe von der ersten zur zweiten Etage.
Auch für Schachspieler spielten die Cafés Kerkau, Zielka, E.P. und Moka Efti eine wichtige Rolle im Berliner Schachleben. Insbesondere seit Ende 1924 entwickelte sich das Café zu einem wichtigen Schachlokal. Bis 1928 fanden regelmäßig Schachturniere statt. Später wurden im Café Moka Efti ebenfalls Schachturniere durchgeführt.
Am 1. Juni 1934 wurde die Moka Efti-Dorag Betriebs-Aktiengesellschaft aus dem Handelsregister gelöscht. Das Berliner Adressbuch für 1943 führte unter der Adresse des Equitable-Palastes unter anderem ein Tanzkaffee der Reformkaffeehausbetriebe GmbH auf.